# Gallorhynchus simplex
Gallorhynchus simplex är en plattmaskart som beskrevs av Schockaert och Brunet 1971. Gallorhynchus simplex ingår i släktet Gallorhynchus och familjen Polycystididae. Inga underarter finns listade i Catalogue of Life.